# Parasphaerosyllis malimalii
Parasphaerosyllis malimalii är en ringmaskart som beskrevs av Capa, San Martín och López 200. Parasphaerosyllis malimalii ingår i släktet Parasphaerosyllis och familjen Syllidae. Inga underarter finns listade i Catalogue of Life.